# Andrew Madden
Andrew Madden es un joven irlandés que publicó una obra autobiográfica en la que relata cómo fue víctima de abuso sexual por parte deL Padre Ivan Payne, un pederasta que utilizó su condición como sacerdote de la Iglesia católica para abusar de él cuando Madden era acólito a la edad de 11 años.
En su obra "Acólito: vida después del abuso" (2003), Madden cuenta su historia, cómo cayó víctima de Payne a los doce años y cómo fue su proceso de recuperación. 
Resalta además que desde niño quería ser sacerdote por su amor a la Iglesia Católica y cómo dicho sueño fue destruido por Ivan Payne, un sacerdote que él conocía bien y que comenzó a abusarlo por espacio de tres años hasta que el niño cumplió los 15. Relata que no recibió ayuda de la iglesia y que en la actualidad tiene problemas en tener relaciones interpersonales normales y que llegó a ser alcohólico.
Finalmente, Madden hizo público su drama y recibió compensación financiera.